# Ohlstadt
Ohlstadt település Németországban, azon belül Bajorországban. Lakosainak száma 3368 fő (2023. december 31.). Ohlstadt Großweil és Riegsee községekkel határos.

## Népesség
A település népessége az elmúlt években az alábbi módon változott:
| Lakosok száma | 750  | 2029 | 2429 | 2609 | 3203 | 3254 | 3240 | 3262 | 3352 | 3368 |
|               | 1875 | 1950 | 1975 | 1987 | 2012 | 2014 | 2016 | 2017 | 2021 | 2023 |

## Fekvése
A Loisach partján fekvő település.

## Története
A település és környéke már a késő bronzkorban lakott volt, az itt talált leletek alapján, de megfordultak itt a rómaiak, germánok és a hunok is. Nevét 835-ben említették először az oklevelekben.
A falu parasztházai 17.-18. századból valók, festett homlokzatúak. Plébániatemploma (Pfarrkirche St. Laurentius) 1759-1762 között épült, oltárképeit a legjobb vakolatfestő mester Franz Zwick és egy bajor udvari festő Christian Wink készítette. A község jellegzetes alpesi amatőr színháza a Bauerntheater.
Olstadttól délkeletre emelkedik a régi castrum Skoyenburg, a legrégebbi földvár a Loisach völgyben. 1096.-ban Rudolf von Owelstadt volt a kastély tulajdonosa.

## Galéria

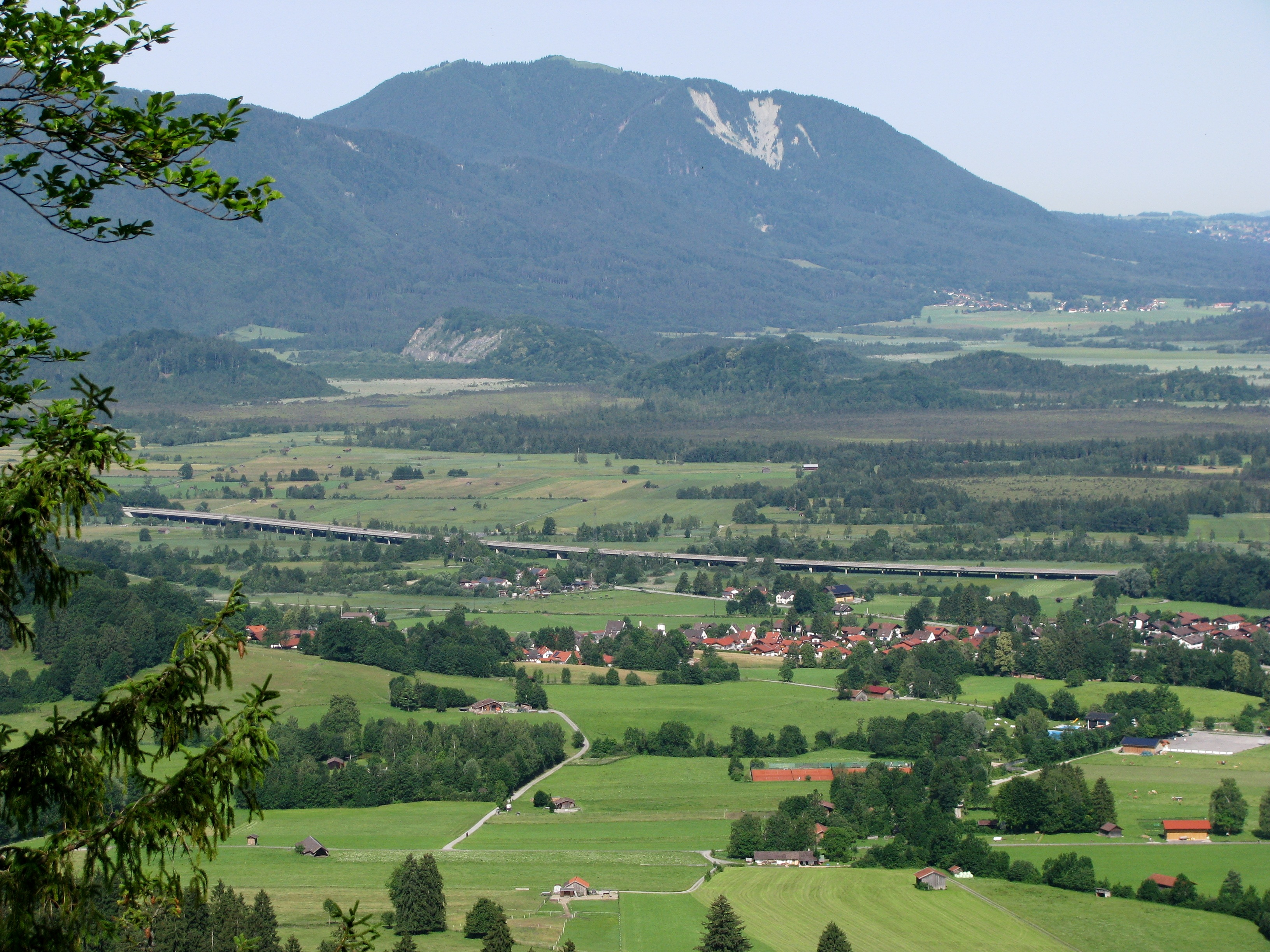
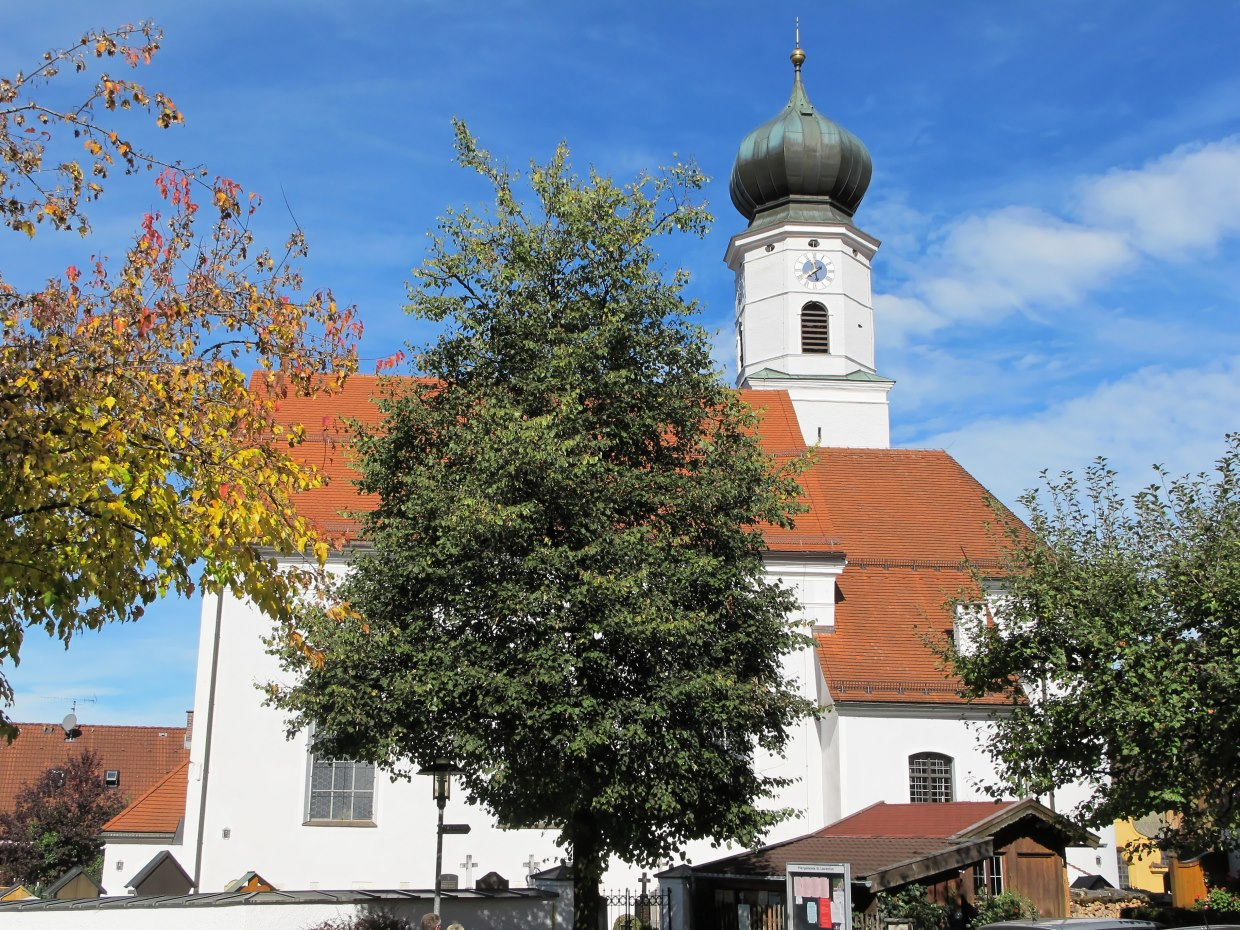
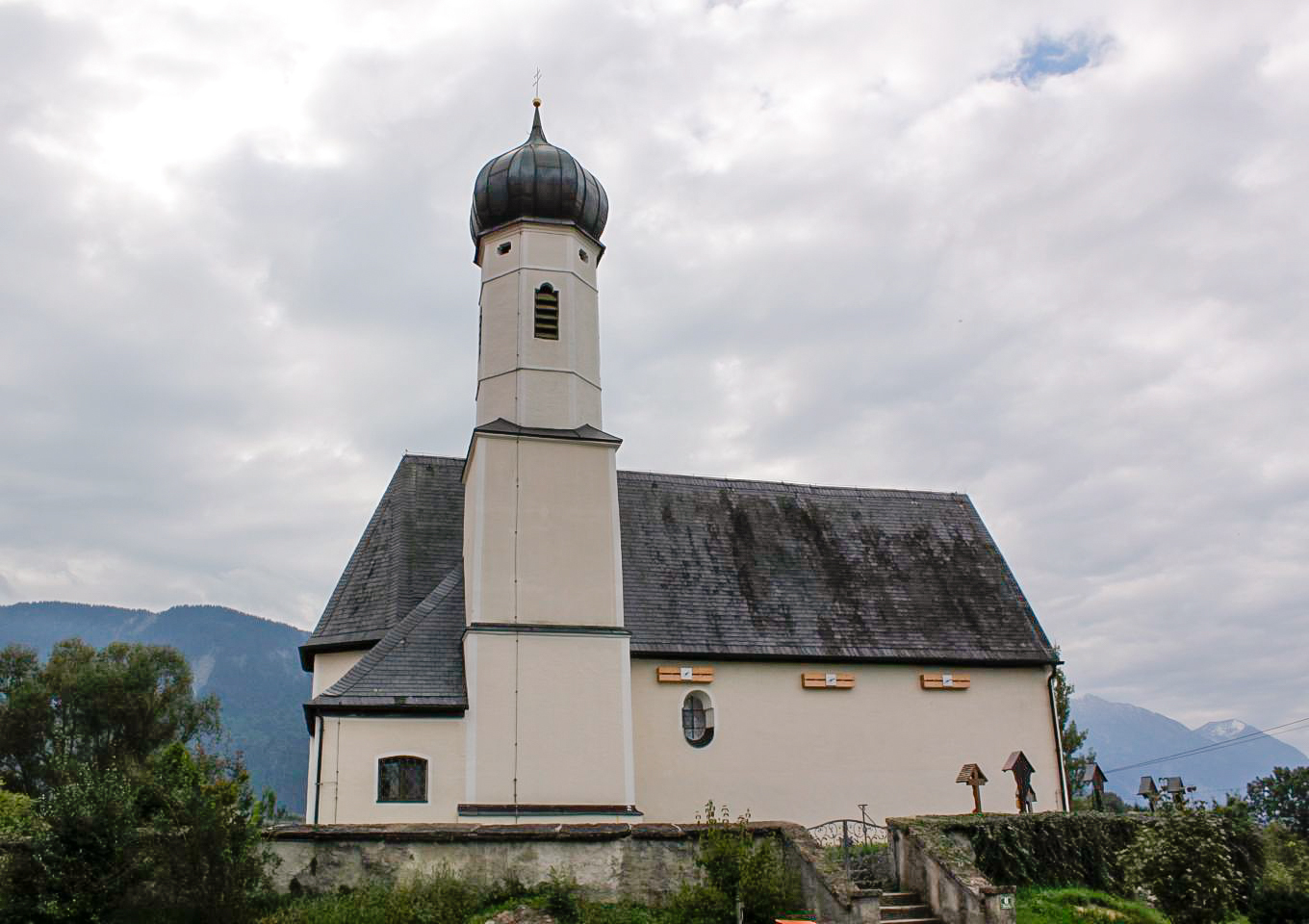
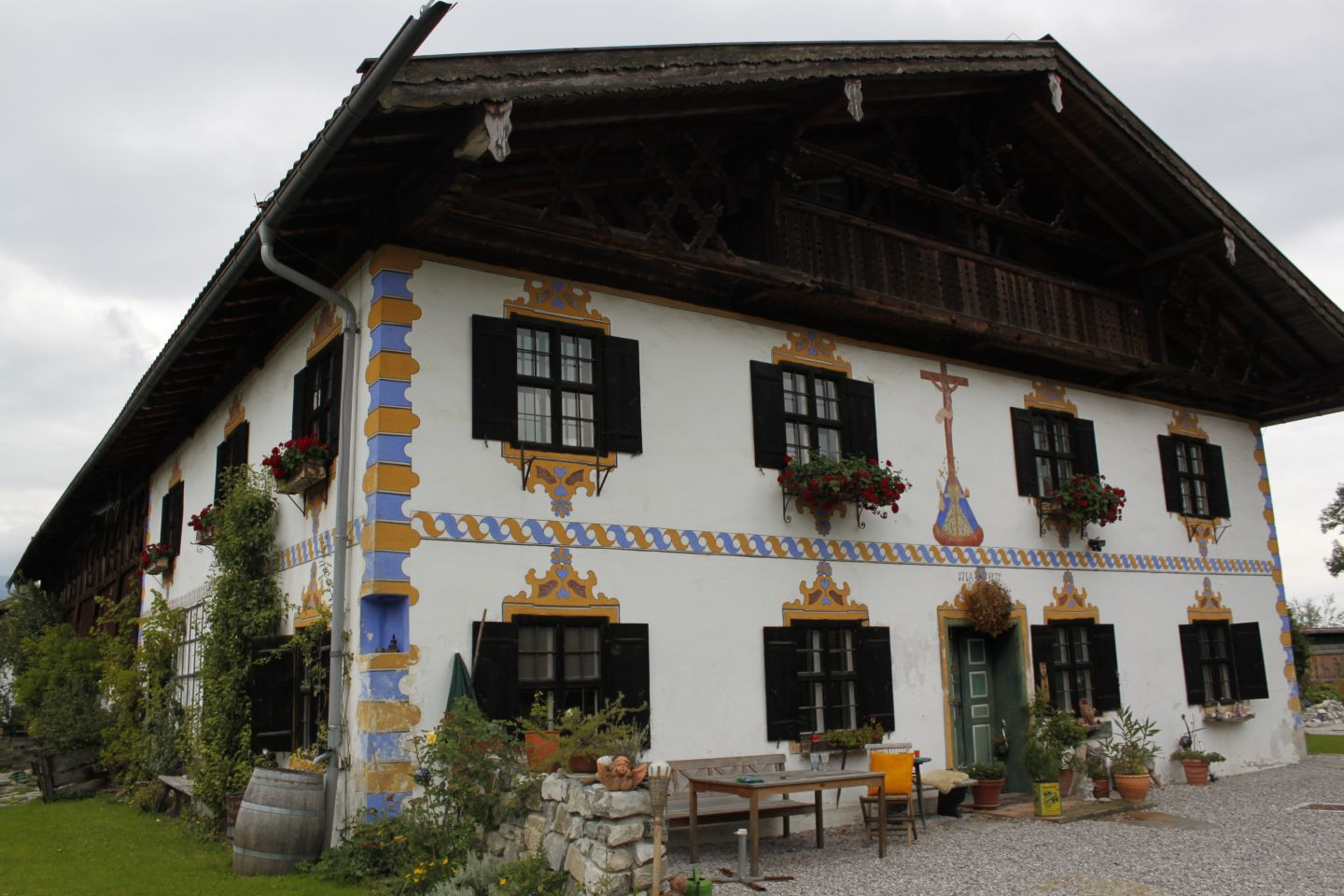
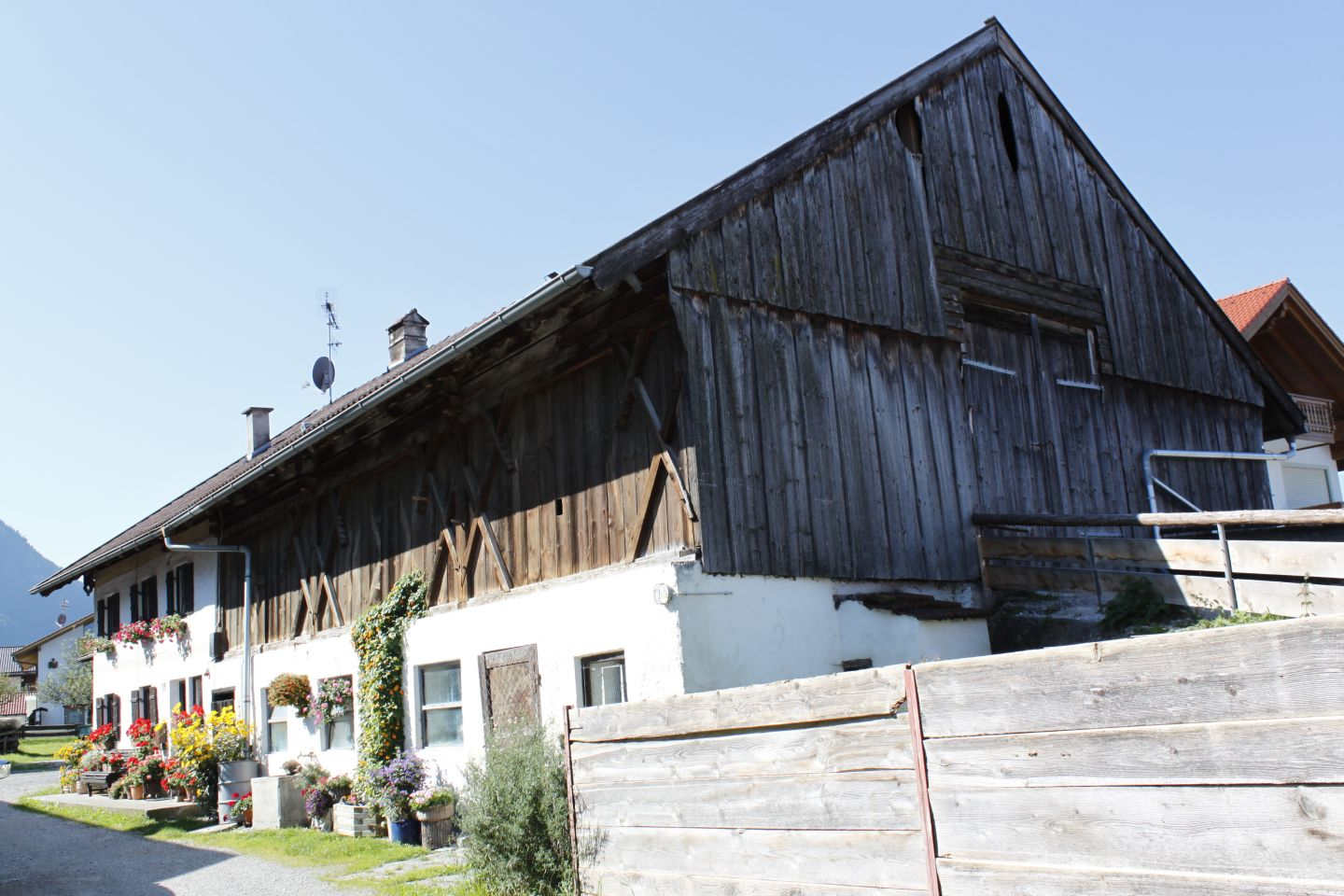
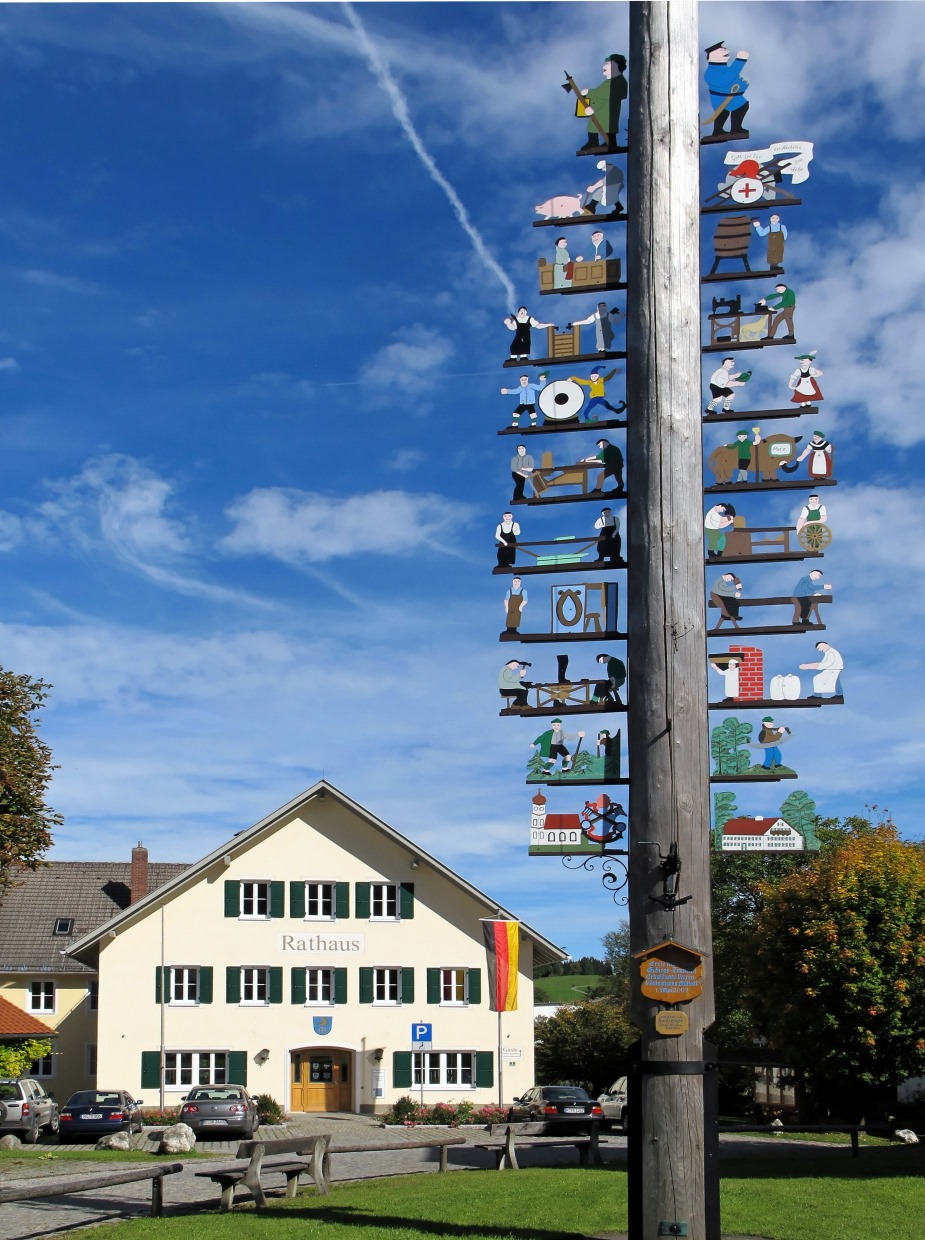

## Nevezetességek
- St. Laurentius plébániatemploma